# Chavdar Yankov
Chavdar Yankov - em búlgaro: Чавдар Янков (Sófia, 29 de março de 1984) é um futebolista búlgaro.
No início de carreira, se inspirou em dois astros do futebol mundial: o francês Zinédine Zidane e o holandês Edgar Davids. Hoje, Yankov defende as cores do time ucraniano do Metallurg Donetsk.
Atuou também com as camisas de Slavia Sofia, Hannover 96 e Duisburg, sendo que neste último atuou por empréstimo.